# سباستین پاورت
سباستین پاورت (انگلیسی: Sébastien Pauvert؛ زادهٔ ۲۷ سپتامبر ۱۹۷۷) بازیکن فوتبال اهل فرانسه است.
از باشگاه‌هایی که در آن بازی کرده‌است می‌توان به باشگاه فوتبال نانت اشاره کرد.